# Rutiny ROM D40
Rutiny ROM D40 je kniha popisující práci se systémem M-DOS v disketových jednotkách Didaktik 40 a Didaktik 80 a v počítači Didaktik Kompakt. Jejím autorem je Jiří Koudelka, který ji napsal pod přezdívkou George K. Kniha byla vydána v roce 1993, jejím vydavatelem byla společnost Proxima – Software v. o. s.. Příručka je určena pro M-DOS 1.0.
Kniha začíná popisem organizace dat na disketě, popisem boot sektoru, FAT a struktury adresáře. Dále je popsáno stránkování mezi ROM počítače a ROM disketové jednotky a způsobem volání rutin z ROM počítače, je-li přistránkována ROM disketové jednotky. Obsažen je popis inicializace připojených disketových mechanik a vestavěného obvodu 8255. Popsána je obsluha chyb vzniklých při práci s disketou. Dále jsou popsány rutiny pro formátování diskety, nahrání souboru do paměti, uložení souboru na disketu, operace se snapshoty, mazání souborů, nastavování atributů souborů, výpis informací o disketách v disketových mechanikách. V závěru jsou popsány operace čtení a zápisu jednotlivých sektorů.
Zdrojové kódy uvedené v knize jsou odladěny pro překladač assembleru Prometheus. Tyto bylo možné získat na doplňkové disketě Rutiny ROM D40 - zdrojové texty.